# Lista do Patrimônio Mundial na Zâmbia
A Organização das Nações Unidas para a Educação, a Ciência e a Cultura (UNESCO) propôs um plano de proteção aos bens culturais do mundo, através do Comité sobre a Proteção do Património Mundial Cultural e Natural, aprovado em 1972. Esta é uma lista do Patrimônio Mundial existente na Zâmbia, especificamente classificada pela UNESCO e elaborada de acordo com dez principais critérios cujos pontos são julgados por especialistas na área. A Zâmbia ratificou a convenção em 4 de junho de 1984, tornando seus locais históricos elegíveis para inclusão na lista.
O sítio Mosi-oa-Tunya / Cataratas Vitória foi o primeiro local da Zâmbia incluído na lista do Patrimônio Mundial da UNESCO por ocasião da 13ª Sessão do Comitè do Património Mundial, realizada em Paris (França) em 1989. Desde então, este é o único local da Zâmbia designado como Patrimônio da Humanidade, sendo este de classificação Natural.

## Bens culturais e naturais
A Zâmbia conta atualmente com os seguintes lugares declarados como Patrimônio da Humanidade pela UNESCO:
| | Mosi-oa-Tunya / Cataratas Vitória |
| Bem natural inscrito em 1989. |                                   |
| Este bem é compartilhado com: Zimbabwe. |                                   |
| Localização: Sul |                                   |
| Essas cascatas estão entre as mais espetaculares do planeta. O rio Zambezi, que tem mais de dois quilômetros de largura neste lugar, corre com um rugido através de uma série de desfiladeiros basálticos, levantando uma nuvem de orvalho iridescente que pode ser vista a mais de 20 quilômetros de distância. (UNESCO/BPI) |                                   |

## Lista Indicativa
Em adição aos sítios inscritos na Lista do Patrimônio Mundial, os Estados-membros podem manter uma lista de sítios que pretendam nomear para a Lista de Patrimônio Mundial, sendo somente aceitas as candidaturas de locais que já constarem desta lista. Desde 2009, a Zâmbia possui 7 locais na sua Lista Indicativa.
| Sítio                                         | Imagem | Localização | Ano  | Dados UNESCO      | Descrição |
| --------------------------------------------- | ------ | ----------- | ---- | ----------------- | --- |
| Memorial Dag Hammarskjöld (local do acidente) |        | Copperbelt  | 1997 | Cultural: (i)(ii) | O Memorial Dag Hammarskjoeld fica a 10 km de Ndola, na Reserva Florestal do Oeste de Ndola. O acidente é claramente marcado pela placa nas margens da Via Ndola-Kitwe. O memorial marca o local do acidente aéreo em que Dag, o segundo secretário-geral das Nações Unidas (1953-1961), foi morto em 17 de setembro de 1961 enquanto estava em uma missão que tentava trazer paz à República do Congo (agora Zaire). |